# إدج (مجلة)
إدج (بالإنجليزية: Edge)‏ هي مجلة ألعاب فيديو، متعددة الأشكال، تنشرها شركة فيوتشر بي إل سي، في المملكة المتحدة، وتنشر 13 إصدارًا من المجلة سنويًا.

## تاريخ
تم إطلاق المجلة في أكتوبر 1993، من قبل ستيف جارات، وهو صحفي ألعاب فيديو منذ فترة طويلة، والذي أطلق العديد من المجلات الأخرى من أجل المستقبل.

## تقييم
تسجل إدج ألعابًا على مقياس من عشر نقاط، من 1 على الأقل إلى 10 بحد أقصى، والرقم 5 كتقييم متوسط. بالنسبة لكثير من مجريات المجلة، ذكرت سياسة مراجعة المجلة أن الدرجات تتوافق بشكل عام مع أحد «وجهات النظر» التالية:
1. كارثية
2. مروعة
3. معيبة بشدة
4. مخيبة للامال
5. عادية
6. مؤهلة
7. متميزة
8. ممتازة
9. مذهلة
10. ثورية

ومع ذلك، مع الإصدار 143، تم تغيير نظام التقييم إلى قائمة بسيطة من «10 = عشرة، 9 = تسعة...» وما إلى ذلك، إشارة على سبيل الهزل إلى الأشخاص الذين يقرؤون كثيرًا في درجات المراجعة. لقد مر ما يقرب من ثلاث سنوات قبل أن تعطي إدج لعبة بمعدل عشرة من أصل عشرة، وحتى الآن تم منح النتيجة إلى اثنين وعشرين لعبة:
| عنوان                             | منصات                      | عدد  | عام  |
| --------------------------------- | -------------------------- | ---- | ---- |
| سوبر ماريو 64                     | نينتندو 64                 | E035 | 1996 |
| غران توريزمو                      | بلاي ستيشن                 | E055 | 1998 |
| أسطورة زيلدا: أوكرينا أوف تايم    | نينتندو 64                 | E066 | 1998 |
| هالو: تطور القتال                 | إكس بوكس                   | E105 | 2001 |
| هاف لايف 2                        | شبابيك                     | E143 | 2004 |
| هيلو 3                            | إكس بوكس 360               | E181 | 2007 |
| ذا أورنج بوكس                     | ويندوز، إكس بوكس 360       | E182 | 2007 |
| سوبر ماريو جالاكسي                | وي                         | E183 | 2007 |
| جراند ثيقت أوتو4                  | بلاي ستيشن 3، إكس بوكس 360 | E189 | 2008 |
| ليتل بيغ بلانيت                   | بلاي ستيشن 3               | E195 | 2008 |
| بايونيتا                          | إكس بوكس 360               | E209 | 2009 |
| سوبر ماريو جالاكسي 2              | وي                         | E215 | 2010 |
| روك باند 3                        | بلاي ستيشن 3، إكس بوكس 360 | E222 | 2010 |
| ذا ليجند أوف زيلدا: سكايبورد سورد | وي                         | E234 | 2011 |
| ذا لاست أوف أس                    | بلاي ستيشن 3               | E255 | 2013 |
| غراند ثيفت أوتو 5                 | بلاي ستيشن 3، إكس بوكس 360 | E259 | 2013 |
| بايونيتا 2                        | وي يو                      | E272 | 2014 |
| بلود بورن                         | بلاي ستيشن 4               | E279 | 2015 |
| أسطورة زيلدا: بريث أوف ذا وايلد   | نينتندو سويتش، وي يو       | E304 | 2017 |
| سوبر ماريو أوديسي                 | نينتندو سويتش              | E312 | 2017 |
| ريد ديد ريدمبشن 2                 | بلاي ستيشن 4، إكس بوكس ون  | E326 | 2018 |
| دريمز                             | بلاي ستيشن 4               | E344 | 2020 |

| مرتبة | سلسلة                        | عدد تقييم 10/10 | المطور (المطورون) | مقياس الوقت |
| ----- | ---------------------------- | --------------- | ----------------- | ----------- |
| 1     | سوبر ماريو                   | 4               | نينتندو EAD / EPD | 1996-2017   |
| 2     | أسطورة زيلدا                 | 3               | نينتندو EAD / EPD | 1998-2017   |
| 3     | بايونيتا                     | 2               | بلاتنيوم غيمز     | 2009-2014   |
| 3     | جهاز الإنذار التلقائي الكبير | 2               | روكستار نورث      | 2008-2013   |
| 3     | هاف لايف (مع ذا أورانج بوكس) | 2               | فالف              | 2004-2007   |
| 3     | هالو                         | 2               | بانجي             | 2001-2007   |

في المقابل، حصل عنوانان فقط على تصنيف واحد من أصل عشرة، كابوكي ووريورز وفلات أوت 3: كيوس آند ديستركشنز.

### جوائز بأثر رجعي
في عدد ألعاب ريترو الخاص في ديسمبر 2002، منحت إدج بأثر رجعي تقييمات عشرة من عشرة إلى عنوانين تم إصدارهما قبل إطلاق المجلة:
- النخبة بالإنجليزية: Elite (صدرت في عام 1984)
- المنفى بالإنجليزية: Exile (صدرت في عام 1988)

- سوبر ماريو بروس (صدرت في عام 1985)[26]

حمل عدد الذكرى السنوية العشرين (E258) المنشور في أغسطس 2013 ميزة تسمى «التعديلات العشرة»، حيث تم تعديل نتائج الألعاب السبع التالية بأثر رجعي إلى عشرة من أصل عشرة. تم توفير الأساس المنطقي لكلٍ منهم.
- غولدن آي 007 (N64)
- أدفانس وارز (غيم بوي أدفانس)
- ريزدنت إيفل 4 (نينتندو غيم كيوب وبلاي ستيشن 2 ووي وويندوز وبلاي ستيشن 3 وإكس بوكس 360)
- دروب 7 (آي أو إس، أندرويد)
- ريد ديد ريدمبشن (إكس بوكس، بلاي ستيشن 3)
- سوبر ستريت فايتر 4 (إكس بوكس 360، بلاي ستيشن 3 ، آركيد)
- دارك سولز (بلاي ستيشن 3، إكس بوكس 360، ويندوز)

## روابط خارجية
- الموقع الرسمي للناشر
- مجلات Edge Edge المؤرشفة على أرشيف الإنترنت